# Liphistius lahu
Liphistius lahu SCHWENDINGER, 1998 è un ragno appartenente al genere Liphistius della famiglia Liphistiidae.

## Etimologia
Il nome del genere deriva dalla radice prefissoide greca λιπ-, lip-, abbreviazione di λιπαρός, liparòs cioè unto, grasso, e dal sostantivo greco ἰστίον, istìon, cioè telo, velo, ad indicare la struttura della tela che costruisce intorno all'apertura del cunicolo.
Il nome proprio deriva dal villaggio di Lahu, località di ritrovamento della specie, nella provincia thailandese di Chiang Mai.

## Caratteristiche
Ragno primitivo appartenente al sottordine Mesothelae: non possiede ghiandole velenifere, ma i suoi cheliceri possono infliggere morsi piuttosto dolorosi

## Distribuzione
Rinvenuta villaggio di Lahu, nella provincia di Chiang Mai, della Thailandia settentrionale.